# Little America (Wyoming)
Little America – jednostka osadnicza w Stanach Zjednoczonych, w stanie Wyoming, w hrabstwie Sweetwater.